# Chiara Tarantino
Chiara Tarantino (Corato, 14 agosto 2003) è una nuotatrice italiana, specializzata nello stile libero.

## Biografia
Agli europei di Budapest 2020, disputati nel maggio 2021 presso la Duna Aréna, ha vinto la medaglia di bronzo nella staffetta mista 4x100 metri stile libero, con i connazionali Alessandro Miressi, Thomas Ceccon, Federica Pellegrini, Silvia Di Pietro e Manuel Frigo, senza scendere in acqua in finale.
Ha conquistato anche tre medaglie d'argento ai campionati europei in vasca corta, due nel 2021 e una nel 2023.

## Palmarès
- Europei

Budapest 2020: bronzo nella 4x100m sl mista.
- Europei in vasca corta

Kazan' 2021: argento nella 4x50m sl mista e nella 4x50m misti mista.
Otopeni 2023: argento nella 4x50m sl.
- Mondiali giovanili

Budapest 2019: bronzo nella 4x100m sl e nella 4x100m sl mista.